# Tyler Cup
La Tyler Cup est une ancienne compétition de football opposant des clubs de la république d'Irlande et d'Irlande du Nord. Créée en 1977, elle disparaît en 1981.

## Palmarès
Les finales sont jouées en matchs aller-retour.
| Saison    | Vainqueur          | Score cumulé | Finaliste          |
| --------- | ------------------ | ------------ | ------------------ |
| 1977-1978 | Portadown FC       | 5-3          | Bohemian FC        |
| 1978-1979 | Shamrock Rovers FC | 1-0          | Finn Harps FC      |
| 1979-1980 | Athlone Town FC    | 3-2          | Drogheda United FC |
| 1980-1981 | Linfield FC        | 2-1          | Athlone Town FC    |